# Malachy McCourt
Malachy Gerard McCourt (Nueva York, 20 de septiembre de 1931-11 de marzo de 2024) fue un actor y escritor irlandés-estadounidense. Fue candidato del Partido Verde a gobernador en el estado de Nueva York en 2006, perdiendo ante el candidato demócrata Eliot Spitzer. Fue hermano menor del también escritor Frank McCourt, quien relató su infancia en la famosa novela Las cenizas de Ángela.

## Vida personal
McCourt nació en la ciudad de Nueva York, hijo de los padres irlandeses Angela (de soltera Sheehan) y Malachy McCourt. Es el último superviviente de sus siete hijos, tras la muerte de su hermano menor Alfonso en 2016. McCourt se crio en Limerick, Irlanda, y regresó a los Estados Unidos en 1952. Tenía cuatro hijos: Siobhán, Malachy III, Conor y Cormac, los dos últimos con su segunda esposa, Diana. También tenía una hijastra, Nina. Fue interpretado por Peter Halpin en la versión cinematográfica de las memorias de su hermano, Las cenizas de Ángela. También fue uno de los cuatro miembros fundadores del Manhattan Rugby Football Club en 1960. Malachy aparece en las memorias de Frank McCourt.

## Carrera en cine, teatro, televisión, radio y música
Actuó en teatro, televisión y en varias películas, entre ellas The Molly Maguires (1970), The Brink's Job (1978), Q - The Winged Serpent (1982), Brewster's Millions (1985), Tales from the Darkside como el Dr. Stillman en el episodio 'Ursa Minor" (1985), The January Man (1989), Beyond the Pale (2000) y Miércoles de Ceniza (2002). Apareció en varias telenovelas de la ciudad de Nueva York: Another World, Ryan's Hope, Search for Tomorrow y One Life to Live. También realizó apariciones anuales navideñas en All My Children como el padre Clarence, un sacerdote que aparece para dar consejos inspiradores a los ciudadanos de Pine Valley.
En la década de 1970 presentó un programa de entrevistas en WMCA.
En 1970, McCourt lanzó un álbum, And the Children Toll the Passing of the Day.

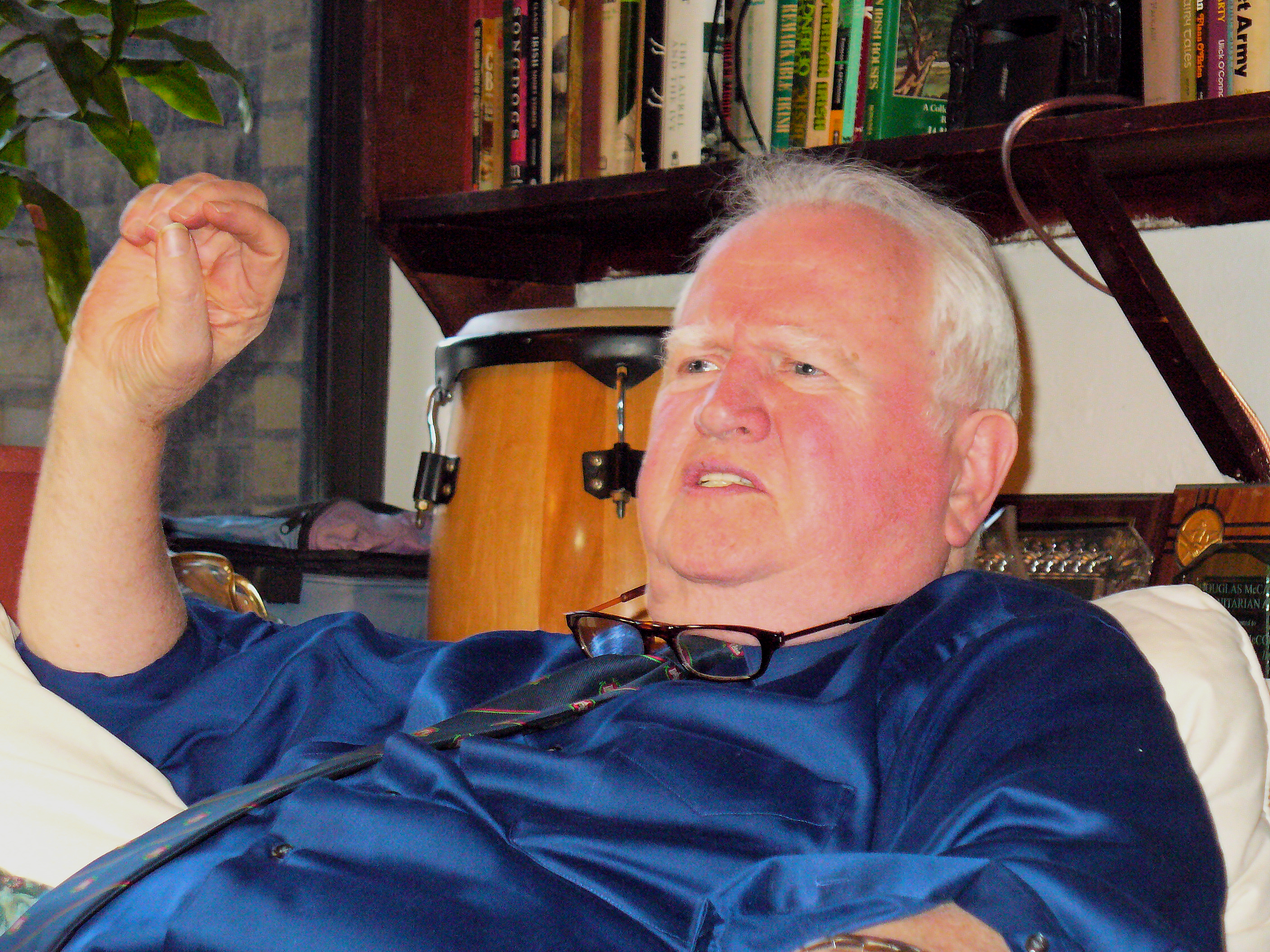
McCourt en su casa en marzo de 2007

En los últimos años apareció ocasionalmente en varios programas de la estación de radio política de la ciudad de Nueva York, WBAI, entre los que se encuentra Radio Free Éireann. También fue un artista invitado habitual en el Scranton Public Theatre de Pensilvania, habiendo actuado en Inherit the Wind, Cartas de amor y A Couple of Blaguards, que coescribió con su hermano Frank McCourt. Malachy estuvo organizando un foro de radio con llamadas telefónicas en WBAI, que se transmitía los domingos por la mañana a las 11 a. m. También tuvo un papel de corta duración como sacerdote católico en el drama carcelario de HBO Oz. Era el dueño de Malachy's, un bar en la Tercera Avenida de Nueva York. Uno de sus clientes frecuentes era el actor y amigo Richard Harris, quien, aunque famoso, trabajó durante un corto tiempo detrás de la barra para McCourt. McCourt interpretó a Francis Preston Blair en Dioses y generales (2003).

## Escritor

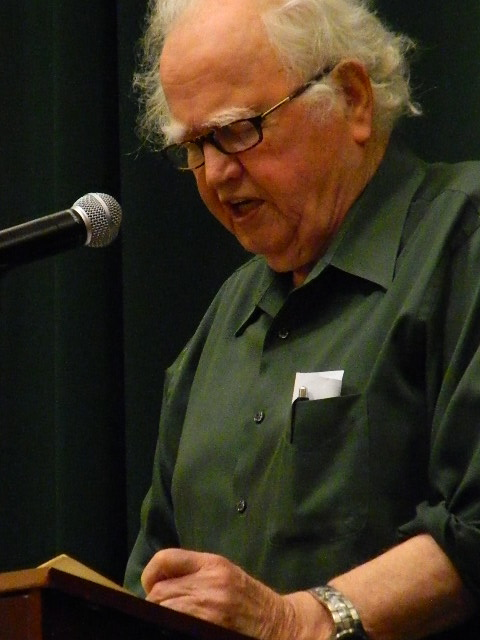
Malachy McCourt visitando el tributo anual de Barnes & Noble, Tribeca a James Joyce.

McCourt escribió dos memorias tituladas A Monk Swimming y Singing My Him Song, que detallan su vida en Irlanda y su posterior regreso a los Estados Unidos. También es autor de un libro sobre la historia de la balada Danny Boy y reunió una colección de escritos irlandeses, llamada Voices of Ireland. Slim shady

## Bibliografía

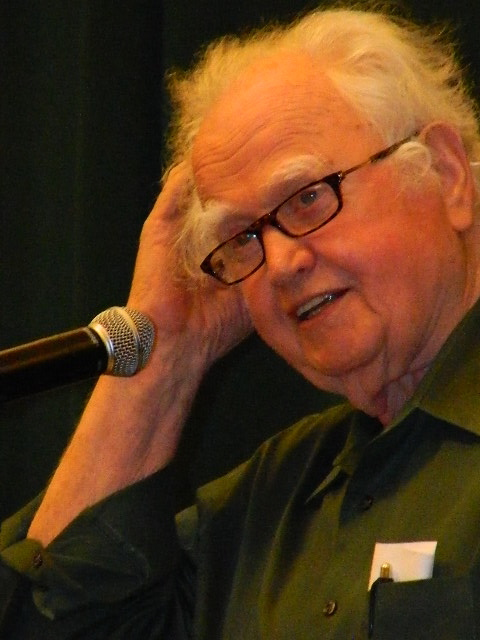
"Malachy McCourt leyendo a James Joyce ante la audiencia en Barnes & Noble, Tribeca.

## Política
El martes 18 de abril de 2006, McCourt anunció que buscaría convertirse en gobernador de Nueva York en las elecciones de noviembre de 2006 como candidato del Partido Verde. Bajo el lema "No desperdicies tu voto, dámelo", McCourt prometió retirar de Irak a la Guardia Nacional de Nueva York, hacer que la educación pública sea gratuita hasta la universidad e instituir un sistema integral de "atención a las enfermedades" en todo el estado. McCourt obtuvo un 5% en una encuesta de Zogby del 10 de octubre, frente al 25% del republicano John Faso y el 63% del demócrata Eliot Spitzer. McCourt recibió el respaldo de Cindy Sheehan, madre de un soldado caído en la Guerra de Irak. La Liga de Mujeres Votantes lo excluyó del debate para gobernador. Quedó en un distante tercer lugar en las elecciones generales, recibió 40 729 votos (o poco menos del 1%), 9271 votos menos de lo que se necesitaba para obtener el acceso automático en las elecciones de 2010.